# Nemoria junctolinearia
Nemoria junctolinearia là một loài bướm đêm trong họ Geometridae.